# Daniel Moreira
Pour les articles homonymes, voir Moreira.
Daniel Moreira est un footballeur international français, né le 8 août 1977 à Maubeuge dans le Nord. Évoluant au poste de milieu offensif puis d'attaquant, il est professionnel de 1996 à décembre 2010.

## Biographie

### Carrière en club
Issu d'une famille d'origine portugaise installée dans le Nord, Daniel Moreira est dans sa jeunesse supporter du Racing Club de Lens et du FC Porto. Ses joueurs préférés sont Jean-Pierre Papin et Marco van Basten. Après des débuts dans le club de sa ville natale, l'US Maubeuge, Moreira poursuit sa formation à l'US Valenciennes-Anzin. En 1996, Valenciennes est en dépôt de bilan. Moreira, convoité par Lens et l'En Avant Guingamp, opte pour le club breton et y signe un contrat de stagiaire puis un contrat professionnel. Il a alors pour entraîneur Francis Smerecki qu'il avait connu à Valenciennes.
À l'été 1998, malgré l'arrivée de Jean-Pierre Papin à Guingamp, Moreira souhaite rejoindre le club artésien, ce qui se concrétise après paiement d'une indemnité de 3,8 M€. Moreira est en effet la priorité de recrutement du président Gervais Martel à l'intersaison qui suit le titre de champion de France du RC Lens en 1998. Il est attendu au poste de meneur de jeu où il doit succéder à Stéphane Ziani. Initialement remplaçant dans l'effectif lensois, il joue davantage en fin de saison où l'entraîneur Daniel Leclercq le fait jouer sur les ailes. En fin de saison 1998-1999, « homme en forme » de l'équipe lensoise, il inscrit au Stade de France face au FC Metz en finale de Coupe de la Ligue le but qui permet au Racing Club de Lens de décrocher le trophée. Moreira est en 2000-2001 en manque de confiance ainsi qu'en conflit avec l'entraîneur de l'époque, Rolland Courbis. Celui-ci quitte son poste en cours d'une saison que Lens termine en quatorzième position. L'année suivante, Lens a un nouvel entraîneur, Joël Muller. Celui-ci décide de modifier la position sur le terrain de Moreira, qui devient alors attaquant de pointe et évolue en duo avec El-Hadji Diouf. Dorénavant buteur, il inscrit notamment un triplé contre Lorient lors de la dixième journée et manque de peu d'inscrire un quatrième but. Finalement, il est cette saison-là vice-champion de France, meilleur buteur du club en championnat avec onze buts et meilleur joueur du mois d'octobre selon le jury du trophée LNF-France Soir. Il prolonge son contrat avec le club lensois jusqu'en 2006.
En septembre 2002, il marque également en Ligue des champions face au Milan AC. En championnat, Moreira est le meilleur buteur du club lors de la saison 2004 avec huit buts. Supporter du club depuis tout petit, c'est à Lens qu'il remporte ses meilleurs trophées et, de l'avis des spécialistes, jouera son meilleur football. Aujourd'hui encore le nom de Moreira reste lié à celui du RC Lens.
Il signe ensuite au Téfécé, où il reste deux saisons et marque 21 buts en 67 matchs.
Désirant évoluer dans un club plus performant, Daniel Moreira décide de rejoindre les rangs du Stade rennais. Mais sa saison n'est pas très bonne. Il n'inscrit aucun but lors de la saison 2006-2007, disputant pourtant au total 29 matchs. En 2007-2008, il manque une partie de la saison, après avoir passé de nombreux mois en rééducation à la suite d'une importante blessure.

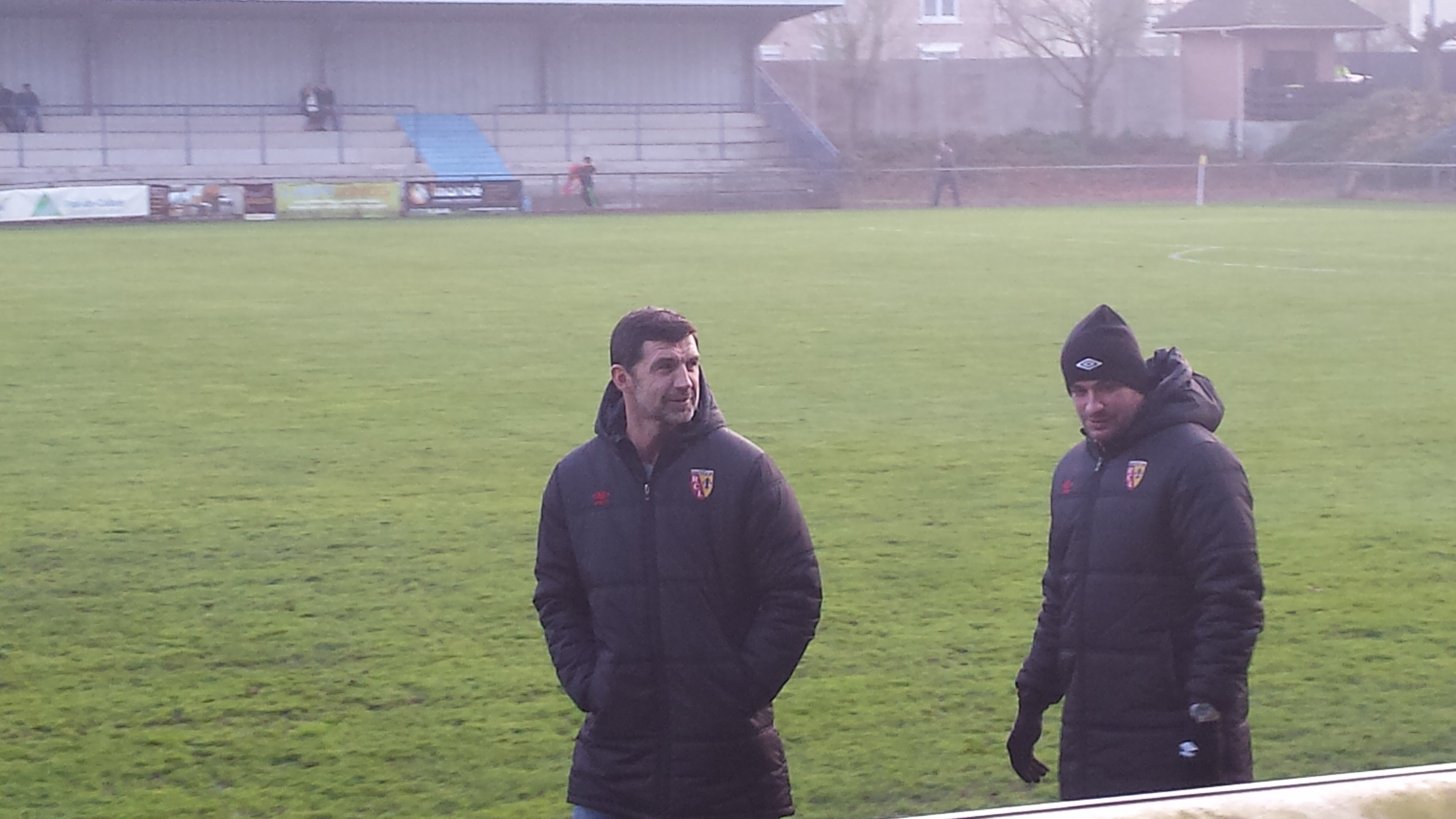
Éric Sikora et Daniel Moreira en novembre 2014.

Le 28 juillet 2008 il est prêté pour une durée de un an au Grenoble Foot 38. L'option d'achat ne sera pas levée. Le 14 août 2009, il signe un contrat de deux ans en faveur de l'US Boulogne.
Une grosse blessure au genou le contraint à neuf mois de rééducation. Le 31 décembre 2010, il annonce sa retraite sportive. « J’ai subi des examens à Paris et j’ai eu les résultats le 30 décembre. On n’a pas perçu d’évolution dans mon genou gauche. Je ne suis tout simplement plus apte à jouer au football à haut niveau. Ça ne sert à rien de continuer. ». Il étudie alors la possibilité d'intégrer le staff du RC Lens. En août 2012, il rejoint le club lensois dans lequel il prêtera main-forte aux éducateurs de la formation du Racing. En juillet 2013, il devient adjoint de l'entraîneur de la réserve, Éric Sikora, un poste qu'il garde jusqu'en août 2017 où il devient entraîneur adjoint de l'équipe première entraînée par Sikora. Il obtient en juin 2014 son brevet d'entraîneur de football.
En 2022, le magazine So Foot le classe dans le top 1000 des meilleurs joueurs du championnat de France, à la 656e place.

### Carrière en sélection
Daniel Moreira fait partie de l'équipe de France présente lors de la Coupe du monde des moins de 20 ans 1997. Les Français sont éliminés en quart de finale par l'Uruguay.
Daniel Moreira a été international français à trois reprises. Il est pour la première fois convoqué en équipe de France en octobre 2002. C'est le 20 novembre 2002 qu'il obtient sa première sélection à l'occasion d'une victoire française contre la Yougoslavie. L'année suivante, il joue le 30 avril un match contre l'Égypte gagné cinq à zéro par la France. Sa dernière sélection a lieu le 13 octobre 2004 à Chypre où la France gagne deux à zéro.

## Caractéristiques
Initialement meneur de jeu, Moreira devient à partir de 2001-2002 attaquant. Il est capable d'utiliser ses deux pieds. Il se distingue également par sa capacité à éliminer des défenseurs et son jeu de tête qui n'est pas perturbé par son gabarit.

## Vie personnelle
En 1996, peu après son arrivée à Guingamp, il devient père de son premier fils Joël qui est aujourd’hui superviseur en audit.
En dehors du terrain, Moreira pratique le golf notamment au golf d'Arras à Anzin-Saint-Aubin. Une fois sa carrière de joueur terminée, il continue de pratiquer ce sport. En 2015, il devient président de l'association sportive du golf d'Arras dont le rôle consiste à organiser des animations et compétitions au sein du club et pour ses adhérents,.

## Statistiques
Le tableau ci-dessous résume les statistiques en match officiel de Daniel Moreira durant sa carrière de joueur professionnel,,.
| Saison                | Club                  | Championnat           | Championnat | Championnat | Coupe nationale | Coupe nationale | Coupe de la Ligue | Coupe de la Ligue | Compétition(s) continentale(s) | Compétition(s) continentale(s) | Compétition(s) continentale(s) | Sélection      | Sélection | Sélection | Total | Total |
| Saison                | Club                  | Division              | M.          | B.          | M.              | B.              | M.                | B.                | Comp.                          | M.                             | B.                             | Équipe         | M.        | B.        | M.    | B.    |
| 1994-1995             | US Maubeuge           | National 2            | -           | -           | -               | -               | -                 | -                 | -                              | -                              | -                              | -              | -         | -         | 0     | 0     |
| 1995-1996             | US Valenciennes-Anzin | National 1            | 7           | 2           | -               | -               | -                 | -                 | -                              | -                              | -                              | -              | -         | -         | 7     | 2     |
| 1996-1997             | EA Guingamp           | Division 1            | 26          | 1           | 3               | 0               | 1                 | 0                 | CI+C3                          | 7+2                            | 1+0                            | France espoirs | 1         | 1         | 40    | 3     |
| 1997-1998             | EA Guingamp           | Division 1            | 32          | 8           | 5               | 0               | 1                 | 0                 | -                              | -                              | -                              | France espoirs | 7         | 1         | 45    | 9     |
| 1998-1999             | RC Lens               | Division 1            | 31          | 4           | 3               | 2               | 4                 | 2                 | C1                             | 5                              | 0                              | France espoirs | 5         | 4         | 48    | 12    |
| 1999-2000             | RC Lens               | Division 1            | 22          | 4           | 1               | 1               | 1                 | 1                 | C3                             | 6                              | 0                              | France espoirs | 1         | 1         | 31    | 7     |
| 2000-2001             | RC Lens               | Division 1            | 29          | 2           | -               | -               | 2                 | 1                 | CI                             | 2                              | 0                              | -              | -         | -         | 33    | 3     |
| 2001-2002             | RC Lens               | Division 1            | 31          | 12          | 1               | 0               | 1                 | 0                 | -                              | -                              | -                              | -              | -         | -         | 33    | 12    |
| 2002-2003             | RC Lens               | Ligue 1               | 38          | 9           | 2               | 0               | 1                 | 0                 | C1+C3                          | 6+2                            | 4+0                            | France         | 2         | 0         | 51    | 13    |
| 2003-2004             | RC Lens               | Ligue 1               | 33          | 8           | 2               | 1               | 3                 | 0                 | C3                             | 4                              | 2                              | -              | -         | -         | 42    | 11    |
| 2004-2005             | Toulouse FC           | Ligue 1               | 30          | 11          | 1               | 0               | -                 | -                 | -                              | -                              | -                              | France         | 1         | 0         | 32    | 11    |
| 2005-2006             | Toulouse FC           | Ligue 1               | 37          | 10          | -               | -               | 3                 | 2                 | -                              | -                              | -                              | -              | -         | -         | 40    | 12    |
| 2006-2007             | Stade rennais         | Ligue 1               | 29          | 0           | 1               | 0               | 3                 | 0                 | -                              | -                              | -                              | -              | -         | -         | 33    | 0     |
| 2007-2008             | Stade rennais         | Ligue 1               | 10          | 0           | 2               | 0               | -                 | -                 | C3                             | 1                              | 0                              | -              | -         | -         | 13    | 0     |
| 2008-2009             | Stade rennais         | Ligue 1               | -           | -           | -               | -               | -                 | -                 | CI                             | 1                              | 0                              | -              | -         | -         | 1     | 0     |
| 2008-2009             | Grenoble Foot 38      | Ligue 1               | 31          | 4           | 3               | 1               | -                 | -                 | -                              | -                              | -                              | -              | -         | -         | 34    | 5     |
| 2009-2010             | US Boulogne           | Ligue 1               | 6           | 1           | -               | -               | 1                 | 0                 | -                              | -                              | -                              | -              | -         | -         | 7     | 1     |
| 2010-2011             | US Boulogne           | Ligue 2               | 7           | 0           | -               | -               | 3                 | 0                 | -                              | -                              | -                              | -              | -         | -         | 10    | 0     |
| Total sur la carrière | Total sur la carrière | Total sur la carrière | 399         | 76          | 24              | 5               | 24                | 6                 | -                              | 36                             | 7                              | -              | 17        | 7         | 500   | 101   |

## Matchs internationaux
| Matchs internationaux de Daniel Moreira | Matchs internationaux de Daniel Moreira | Matchs internationaux de Daniel Moreira | Matchs internationaux de Daniel Moreira | Matchs internationaux de Daniel Moreira | Matchs internationaux de Daniel Moreira | Matchs internationaux de Daniel Moreira                     |
| #                                       | Date                                    | Lieu                                    | Adversaire                              | Résultat                                | Compétition                             | Notes                                                       |
| --------------------------------------- | --------------------------------------- | --------------------------------------- | --------------------------------------- | --------------------------------------- | --------------------------------------- | ----------------------------------------------------------- |
| 1                                       | 20 novembre 2002                        | Stade de France, Saint-Denis, France    | RF Yougoslavie                          | V 3 - 0                                 | Match amical                            | Entre en jeu à la place de Thierry Henry à la 75e minute.   |
| 2                                       | 30 avril 2003                           | Stade de France, Saint-Denis, France    | Égypte                                  | V 5 - 0                                 | Match amical                            | Entre en jeu à la place de Sylvain Wiltord à la 70e minute. |
| 3                                       | 13 octobre 2004                         | Stade GSP, Nicosie, Chypre              | Chypre                                  | V 2 - 0                                 | Éliminatoires de la Coupe du monde 2006 | Entre en jeu à la place de Robert Pirès à la 46e minute.    |

## Palmarès
- En club :
  - Vainqueur de la Coupe de la Ligue en 1999 avec le RC Lens
  - Finaliste de la Coupe de France en 1997 avec Guingamp
- En sélection :
  - 3 sélections en équipe de France de 2002 à 2004 (6 fois appelé)